# Col de la Croix de l'Homme Mort
Ne doit pas être confondu avec Col de la Croix des Morts.
Le col de la Croix de l'Homme Mort est un col de montagne situé dans les monts du Forez (Massif central) en France. À une altitude de 1 162 mètres, il se trouve sur la commune de Gumières dans le département de la Loire, au nord-ouest de Saint-Étienne.

## Toponymie
Le col tire son nom de l'assassinat en 1794 du père d'un jeune homme qui était malgré lui à la croisée d'une histoire de cœur et de pouvoir. Il s'agissait du maître papetier du moulin à papier de Richard-de-Bas situé sur la commune d'Ambert.

## Accès
Le col est situé sur la route départementale 496, entre Montbrison et Ambert.

## Cyclisme
Il est emprunté par le Tour de France en 1959, 1971, 1986 et 1999.
| Année | Étape | Catégorie | 1er au sommet            |
| ----- | ----- | --------- | ------------------------ |
| 1999  | 12e   | 2         | Massimiliano Lelli       |
| 1986  | 21e   | 1         | Bernard Hinault          |
| 1971  | 9e    | 4         | Jean-Pierre Danguillaume |
| 1959  | 9e    |           | Roger Rivière            |